# Elbow (Alberta)
De Elbow is een rivier die door de Canadese provincie Alberta stroomt. Zij ontspringt in de Rocky Mountains op 2.120 meter hoogte aan het Elbowmeer in het gebied Kananaskis en stroomt vervolgens onder meer via de Elbow Falls naar Calgary alwaar zij in de Bow uitmondt.
De Elbow is ongeveer 120 km lang en kent een verval van zo'n 1.060 meter. In het westen van Calgary is de Elbow afgedamd en vormt er het kunstmatige meer Glenmore Reservoir, dat een belangrijke bron van drinkwater is voor de stad. Bij de monding van de Elbow in de Bow ligt het Fort Calgary, het in 1875 gebouwde fort (oorspronkelijk Fort Brisebois) waaruit Calgary is ontstaan.